# Comuna Hat, Bereg
Hat (în ucraineană Гать) este o comună în raionul Bereg, regiunea Transcarpatia, Ucraina, formată din satele Cikoș-Horonda și Hat (reședința).

## Demografie
Componența lingvistică a comunei Hat
     Maghiară (92,54%)
     Ucraineană (7,09%)
     Alte limbi (0,34%)
Conform recensământului din 2001, majoritatea populației comunei Hat era vorbitoare de maghiară (92,54%), existând în minoritate și vorbitori de ucraineană (7,09%).